# Gáspár Borbás
Pour les articles homonymes, voir Borbás.
Gáspár Borbás, né le 26 juillet 1884 à Budapest et mort le 14 octobre 1976 à Budapest, est un footballeur international hongrois.

## Biographie
Gáspár Borbás commence sa carrière en 1901 au Ferencváros TC. Il marque le tout premier but du championnat de Hongrie de football. En 1904, il rejoint le Magyar AC, avant de revenir au Ferencváros TC en 1910, avant de mettre un terme à sa carrière de joueur en 1916. En sélection nationale hongroise, il joue 41 matchs entre 1903 et 1916 et marque 11 buts. Il fait ses débuts contre la Bohême et Moravie en 1903 et marque un but. Il participe notamment aux Jeux olympiques de 1912 où la Hongrie, menée par Imre Schlosser-Lakatos et Borbás, termine cinquième.
C'est avec ce joueur, au sein du Ferencváros TC, qu'il forme le plus redoutable duo hongrois de la période. Quintuple champion de Hongrie et vainqueur de la Coupe de Hongrie, Gáspár Borbás remporte le titre de meilleur footballeur hongrois de l'année 1907. Borbás marque notamment ses contemporains par son contrôle du ballon, ses dribbles et sa faculté à créer des occasions de but.
En 1913, il reçoit son doctorat en droit, puis devient conseiller municipal de la ville de Budapest en 1916. En 1976, après une carrière où il joue un rôle majeur pour le sport à Budapest, il décède à l'âge de 92 ans.

## Palmarès
- Championnat de Hongrie : 
  - Champion en 1903, 1911, 1912, 1913 et 1915[note 1] avec le Ferencváros TC
  - Vice-champion en 1902, 1904 et 1914 avec le Ferencváros TC, en 1907 et 1909 avec le Magyar Atlétikai Club

- Coupe de Hongrie : 
  - Vainqueur en 1913 avec le Ferencváros TC
  - Finaliste en 1912 avec le Ferencváros TC

- Challenge Cup : 
  - Finaliste en 1905 avec le Magyar Atlétikai Club et en 1911 avec le Ferencváros TC

- Meilleur footballeur hongrois de l'année 1907